# IC 4284
IC 4284 је елиптична галаксија у сазвјежђу Ловачки пси која се налази на листи објеката дубоког неба у Индекс каталогу.
Деклинација објекта је + 46° 47' 41" а ректасцензија 13h 31m 31,9s. Привидна величина (магнитуда) објекта IC 4284 износи 16,0 а фотографска магнитуда 17,0.